# キム・グミ
キム・グミ（朝鮮語: 김금희、金錦姫、1979年 - ）は、韓国の女性小説家。

## 経歴
1979年、釜山生まれ。出版社勤務を経て、2009年に短編「きみのドキュメント」でデビュー。
2014年に発表した最初の短編集『センチメンタルも毎日だと』で第33回申東曄文学賞を受賞。
『あまりにも真昼の恋愛』は、若い作家賞受賞作「趙衆均氏の世界」、若い作家大賞受賞作「あまりにも真昼の恋愛」を収載した2冊目の短編集で、16年に刊行されるやベストセラーに。17年にも短編「チェスのすべてのこと」で第62回現代文学賞を受賞するなど、〈新しい世代の作家〉として若い読者層を中心に大きな期待を集めている。
2020年に契約書の著作権譲渡などの規定に反発し、崔恩栄、李起昊と共に李箱文学賞の受賞を拒否した。

## 邦訳作品
- 『あまりにも真昼の恋愛』すんみ訳、晶文社、韓国文学のオクリモノ、2018年3月